# Autódromo Pedro Cofiño

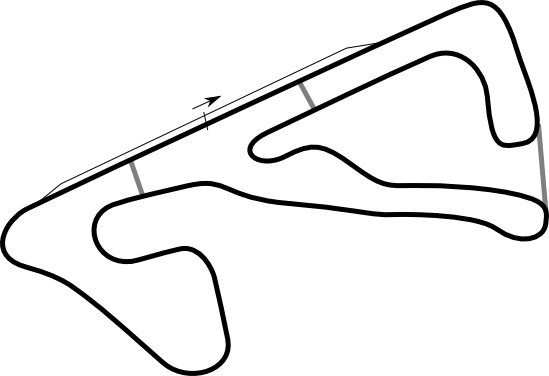
Esboço do Autódromo Pedro Cofino

O Autódromo Pedro Cofiño é um autódromo localizado em Escuintla, na Guatemala, possui 2,4 km de extensão, o nome é uma homenagem ao piloto Pedro Cofiño.